# Opostomias micripnus
Opostomias micripnus is een straalvinnige vissensoort uit de familie van Stomiidae. De wetenschappelijke naam van de soort is voor het eerst geldig gepubliceerd in 1878 door Günther.